# Leptophobia philoma
Leptophobia philoma is een vlindersoort uit de familie van de Pieridae (witjes), onderfamilie Pierinae.
Leptophobia philoma werd in 1870 beschreven door Hewitson.